# Giovani Titani
I Giovani Titani (Teen Titans), chiamati anche semplicemente come i Titani (Titans) in successive incarnazioni, sono un gruppo di supereroi adolescenti dei fumetti dell'universo della DC Comics ideati da Bob Haney e Bruno Premiani. Raggiunsero il successo negli anni ottanta quando Marv Wolfman e George Pérez cominciarono a lavorare sulla serie The New Teen Titans e da allora i personaggi hanno mantenuto una certa popolarità.

## Storia editoriale

### Teen TitansVol. 1 (1966 - 1978)
Il gruppo di supereroi esordì sulla testata The Brave and the Bold, n. 54, dove Robin, Kid Flash e Aqualad si allearono fra loro per combattere un avversario comune, Mr. Twister; come "Teen Titans" esordirono nel successivo n. 60, insieme a un nuovo membro, Wonder Girl (Donna Troy); dopo un'ultima apparizione nella testata Showcase (n. 59), il gruppo ebbe una serie propria, Teen Titans (vol. 1), esordita nel 1966. Poco dopo si unì al gruppo anche la spalla di Freccia Verde, Speedy, e poi Lilith Clay e Mal Duncan.
L'atmosfera giovanile e spensierato dei primi numeri fu soppiantata da problematiche adolescenziali e tematiche come il razzismo e la guerra del Vietnam: una miniserie iniziata nel n. 25 (1970) narra la morte accidentale di un pacifista, che fece riconsiderare al gruppo i loro metodi e ci fu un notevole cambio nel tenore della trama ma il calo di vendite portò poco dopo la serie alla chiusura nel febbraio 1973 dopo 43 numeri. Qualche anno dopo la serie fu ripresa con il n. 44 (novembre 1976) e vennero introdotti nuovi personaggio come Bumblebee, Duela Dent e il gruppo dei Titans West, formato da altri supereroi quali Batgirl (Betty Kane) e Golden Eagle. La serie venne chiusa definitivamente con il n. 53 nel febbraio 1978.

### New Teen TitansVol. 1 (1980 - 1984)
In DC Comics Presents n. 26 fu introdotto un nuovo gruppo di Giovani Titani capitanati da tre membri del primo, Robin, Wonder Girl e Kid Flash, la cui serie dedicata, New Teen Titans (vol. 1), esordì nel novembre 1980 e venne pubblicata per 40 numeri fino a marzo 1984. Fu reintrodotto Garfield Logan (il Beast Boy della Doom Patrol) come Changeling e tre nuovi membri, Cyborg, la principessa di Tamaran Starfire e Raven, la quale riunì il gruppo per combattere il suo maligno padre, il demone Trigon. Le motivazioni degli antagonisti sono spesso complesse, seguendo tendenze venute in mente a quei tempi per dare maggiore profondità ai fumetti, specialmente nel caso di Deathstroke, un mercenario che firma un contratto per uccidere i Titani per poter compiere il lavoro che suo figlio non era riuscito a fare. Questo porta all'avventura più complessa della serie, dove Terra, una ragazza in grado di manipolare tutto ciò che riguardi il suolo terrestre, si infiltrò come membro dei Titani, con l'ordine di ucciderli. Una miniserie importante in questa serie fu Terror of Trigon, dove il Demone Trigon cerca di far diventare malvagia la figlia Raven, infettandola con il suo sangue da Demone, e la ragazza lotta per non diventarlo. Altre miniserie importanti furono: A Day in The Life..., che rappresenta un giorno normale nella vita dei membri, Who is Donna Troy?, dove Robin indaga sulla vera identità di Donna Troy e We are Gathered Here Today... che narra il matrimonio di Donna Troy. Nel 1982 Marv Wolfman e George Pérez pubblicarono Tales of The New Teen Titans, una serie di quattro numeri che narrava le storie di Cyborg, Raven, Starfire e Changeling.

### Tales of the Teen Titans(1984-1988)
New Teen Titans (vol. 1) dal n. 41 divenne Tales of the Teen Titans e venne pubblicata fino n. 91; dal n. 59 divenne una testata di ristampe fino alla chiusura col n. 91 del luglio 1988.

### New Teen TitansVol. 2/New Titans (1984-1996)
Nel 1984 la prima serie di New Teen Titans divenne Tales of the Teen Titans ed esordì una seconda serie, New Teen Titans (vol. 2) che proseguì la numerazione della prima serie partendo dal n. 41 e venne edita da agosto 1984 a novembre 1988 quando, col n. 50 venne rinominato New Titans e pubblicata fino al n. 130 del febbraio 1996. La nuova testata ripartì dal ciclo di storie Terror of Trigon, nella quale Raven diventò per la prima volta malvagia, infettata dal padre. I Giovani Titani riuscirono a sconfiggere Trigon e a imprigionare Raven; alla fine della serie Dick Grayson abbandonerà il gruppo diventando Nightwing mentre Wally West abbandonerà anch'egli i Titani e la sua identità da Kid Flash per diventare il terzo Flash.

### Team TitansVol. 1 (1992-1994)
Team Titans è uno spin-off di New Titans. Questa serie fu pubblicata per due anni, dal 1992 al 1994, e comprese 24 numeri più due annual. Le avventure dei Team Titans si svolgevano nel futuro alternativo di un universo parallelo nel quale dovevano sconfiggere Lord Chaos, figlio di Donna Troy e di Terry Long. Per sconfiggerlo, però, i Team Titans avrebbero dovuto ritornare dieci anni nel passato ed uccidere Donna Troy per impedire la nascita del figlio. La maggior parte dei membri del gruppo morì negli eventi di Ora zero. Solo Terra, Mirage e Deathwing sopravvissero. I primi due si allearono ai Titani, mentre Deathwing fu influenzato da una nuova Raven maligna e diventò un nemico dei Titani del presente.

### Teen TitansVol. 2 (1996-1998)
A ottobre 1996 esordì una seconda serie, Teen Titans (vol. 2), scritta e disegnata da Dan Jurgens, edita per 24 numeri fino a settembre 1998.
In Teen Titans n. 1 Atomo, che era ritornato un teen-ager negli eventi di Ora zero - Crisi nel tempo, diventò il leader di questo nuovo gruppo e Arsenal mentore del gruppo. La serie di Jurgens però non ebbe successo tra i lettori, poiché il gruppo era formato da membri non conosciuti dal grande pubblico, o che comunque non avevano fatto parte prima del gruppo. Fu anche indetto un concorso nelle pagine della posta che permetteva ai lettori di scegliere quale personaggio si sarebbe unito al gruppo: fu scelto Robin, ma gli editor delle serie di Batman non vollero che l'eroe si unisse al gruppo e fu scelto quindi Capitan Marvel Jr.; tale scelta non fece migliorare le vendite e la serie fu chiusa nel settembre 1998.

### The TitansVol.1 (1999-2003)
Durante la miniserie che vede incontrare la JLA e i Titani, JLA/Titans: The Technis Imperative, si pongono le basi per la nuova serie dedicata al gruppo: The Titans, che esordirà a marzo 1999, scritta da Devin Grayson e pubblicata per 50 numeri fino ad aprile 2003.
Il gruppo era formato da Nightwing (Dick Grayson), Wonder Girl, Fulmine Nero, Tempest, Flash (Wally West), Starfire, Cyborg e Raven con il nuovo membro Jesse Quick. Il gruppo si sciolse dopo gli eventi di Titans/Young Justice: Graduation Day, quando si formarono i nuovi Giovani Titani e i nuovi Outsiders.

### Un anno dopo (2006)
A seguito degli eventi di Crisi infinita (Infinite Crisis), una miniserie pubblicata dal 2005, la storia dei Giovani Titani - come quella di ogni personaggio dell'Universo DC - fece un salto temporale in avanti di un anno: Un anno dopo (One Year Later) è il titolo di un lungo ciclo di storie del 2006 che coinvolge gran parte delle pubblicazioni della DC Comics esplorando i cambiamenti principali avvenuti all'interno della continuity dei vari fumetti DC. Relativamente al gruppo, esso si è riformato con alcuni membri vecchi e altri nuovi: il terzo Robin, Cyborg, Ravager, Kid Devil e, poco dopo, anche Wonder Girl. Durante la serie il gruppo incontrò la nuova Doom Patrol che aiutò i Titani a sconfiggere il Cervello e la sua confraternita. Dopodiché iniziò Titani di tutto il mondo, un arco narrativo in cui Raven comunicò a Cyborg attraverso delle registrazioni che un membro dei Giovani Titani (del presente e del passato) era un traditore. Essi lo andarono a cercare, e capirono che si trattava di Bombshell. Si unirono a loro Raven, Beast Boy, Jericho e Miss Martian; dopo aver sconfitto la ragazza ritornarono poi nella Torre Titan.

### Teen TitansVol. 3 (2003-2011)
In sostituzione della serie The Titans chiusa nel 2003, esordì lo stesso anno Teen Titans vol. 3 edita fino al 2011 e scritta inizialmente da Geoff Johns. Il gruppo era composto da alcuni membri della Young Justice - il terzo Robin, Wonder Girl, Superboy e Impulso - e altri delle vecchie formazioni - Cyborg, Starfire e Beast Boy. La serie esordì dopo la miniserie Titans/Young Justice: Graduation Day e raccontava come i membri di Young Justice non avrebbero voluto unirsi ai Giovani Titani, e di come Starfire ha cercato di convincerli a rimanere. I supereroi, durante ogni week-end, sarebbero dovuti andare nella nuova Torre Titan, nell'Isola Titan. Impulso è stato ferito da Deathstroke in Teen Titans n. 2 e alla fine della serie è diventato il nuovo Kid Flash.
Raven si è unita al gruppo in Teen Titans n. 12, sotto consiglio del suo amico Nightwing (Dick Grayson), dopo il suo salvataggio da parte dei Titani dalle grinfie del nuovo Fratello Sangue, di una setta di adoratori del Demone Trigon. La siero-positiva Mia Dearden si è unita al gruppo in Green Arrow n. 46 (ed è apparsa come nuovo membro in Teen Titans n. 21). Starfire ha poi lasciato il gruppo per unirsi agli Outsiders. In questa serie si è dato spazio anche all'amore tra Wonder Girl e Superboy.
Durante Crisi infinita Superboy venne ucciso da Superboy Prime, e ciò portò ad un grande cambiamento del gruppo e dei suoi membri.

### TitansVol. 1 (2008-2011)
Contemporaneamente a Teen Titans vol. 3, dal 2008 venne edita una nuova serie incentrata sulla formazione originale del gruppo. La nuova serie, Titans vol. 1, venne edita dal giugno 2008 a 2011 per 38 numeri.

### Teen TitansVol. 4 (2011-2014)
All'interno della linea editoriale The New 52 finalizzata al rilancio delle testate della DC Comics, vengono chiuse le testate Teen Titans vol. 3 e Titans vol. 1 ed esordisce Teen Titans vol. 4 che venne edita per 30 numeri fino al 2014, quando venne intrapreso un nuovo rilancio.

### Teen TitansVol. 5 (2014-2016)
Quinta serie dedicata al gruppo edita dal 2014 al 2016 scritta da Will Pfeifer, Greg Pak e Antony Bedard.

### TitansVol. 2 (dal 2016)
A seguito della iniziativa editoriale Rinascita finalizzata al rilancio dell'universo supereroistico della DC Comics dopo la chiusura delle serie nate con il reboot The New 52 del 2011 e dopo la miniserie Flashpoint con la quale si era azzerata la continuity precedente, tutte le serie ripartirono dal numero uno.
In questo contesto a settembre 2016 esordì pertanto la seconda serie Titans, realizzata da Dan Abnett e Brett Booth.

### Teen TitansVol. 6 (dal 2016)
Serie dedicata a Teen Titans, legata al rilancio editoriale Rebirth, scritta da Benjamin Percy ed esordita a settembre 2016.

## Ex-componenti famosi
- Donna Troy
- Roy Harper
- Nightwing
- Kid Flash
- Aqualad
- Beast Boy
- Hawk e Dove
- Raven
- Starfire
- Jericho
- Bart Allen
- Terra
- Blue Beetle

## Cronologia del gruppo
- Teen Titans (1964-1973)
- Teen Titans (1976-1978)
- Teen Titans (1976-1978)
- The New Teen Titans (1980-1996)
- Team Titans (1992-1994) (spin-off)
- Teen Titans (1976-1978)
- Teen Titans (1996-1998)
- The Titans (1999-2002)
- Teen Titans (2003-2011)
- "Teen Titans (New 52) (2011-2016)
- "Teen Titans (rebirth) (2016-"presente")
- Titans (2018-"presente")

## Altri media

### Televisione

I Teen Titans nella sigla dell'omonima serie animata del 2003

- I Giovani Titani apparvero per la prima volta in televisione nel 1967, nella serie The Superman/Aquaman Hour of Adventure. In questo adattamento apparve la prima formazione del gruppo, composta da Robin, Wonder Girl, Aqualad e Speedy.
- Robin apparve inoltre nella serie animata I Superamici. Anche Cyborg apparve assieme a Robin in una serie animata intitolata The Super Powers Team: Galactic Guardians.
- La serie televisiva più famosa dei Giovani Titani è stata sicuramente Teen Titans, andata in onda su Cartoon Network dal 2003 al 2006, di cui è stata fatta una serie a fumetti intitolata Teen Titans Go!. Della serie è stato tratto un film, intitolato Teen Titans: Trouble in Tokyo.
- I Giovani Titani sono stati menzionati anche nella serie animata di Static Shock, nell'episodio "Hard as Nails", dove è anche apparso Batman. Static chiese informazioni su Robin, e Batman gli rispose che era con i Giovani Titani. Quando chiese ancora più informazioni, Batman gli intimò che per un giorno avrebbe potuto conoscere i Titani.
- Inoltre, alcuni membri dei Teen Titans, da soli, sono apparsi in alcuni episodi di varie serie televisive del DC Animated Universe.
- Alcuni membri dei Teen Titans, hanno fatto parte della squadra di giovani supereroi della serie Young Justice (Robin, Aqualad e Speedy).
- Nel 2018 è stata prodotta la serie Titans, la prima distribuita sul servizio streaming della DC Comics DC Universe.

### Cinema
- Nel 2018, è stato tratto un film d'animazione basato sulla serie animata Teen Titans Go!  cominciata nel 2013, chiamato Teen Titans Go! Il film.
- Nel 2019 è uscito un film d'animazione crossover tra Teen Titans e Teen Titans Go!, intitolato Teen Titans Go! Vs. Teen Titans.
- Nel marzo 2024 è stato annunciato un film in live action basato sul gruppo al momento in produzione, ambientato nel DC Universe (DCU), con Ana Nogueira a scrivere la sceneggiatura.[31]